# ألان غرين (لاعب كرة قدم بريطاني)
ألان غرين (بالإنجليزية: Alan Green)‏ هو لاعب كرة قدم بريطاني، ولد في 19 أبريل 1951 في Fordingbridge ‏ في المملكة المتحدة. لعب مع نادي مانسفيلد تاون.